# Mario Zorrilla
Mario Zorrilla Rojo (Bilbao, Vizcaya, 31 de octubre de 1965) es un actor español, conocido por su papel de Mauricio Godoy en la serie El secreto de Puente Viejo.

## Biografía
Aunque nació en Bilbao debido a un cúmulo de circunstancias, rápidamente se radicó en la cercana ciudad cántabra de Castro-Urdiales.

## Carrera
Debutó como actor en el mundo de las series de televisión con Médico de familia en el año 1996. Como segundo trabajo relacionado con las series apareció en Todos los hombres sois iguales en ese mismo año. Entre los últimos trabajos de Mario Zorrilla figuran las series El secreto de Puente Viejo (2011-2020), La princesa de Éboli (2010), El Bloke. Coslada cero (2009) y Yo soy Bea (2009). Cabe destacar también su trabajo en El laberinto del fauno (2006).

## Filmografía

### Televisión
| Año        | Título                              | Rol                        | Capítulos       |
| ---------- | ----------------------------------- | -------------------------- | --------------- |
| 2023       | La promesa                          | Tadeo                      | ¿? episodios    |
| 2023       | Escándalo. Relato de una obsesión   | Director internado         | 2 episodios     |
| 2019       | Carlos V: los caminos del Emperador | Carlos V                   | 5 episodios     |
| 2011- 2020 | El secreto de Puente Viejo          | Mauricio Godoy             | 2.324 episodios |
| 2010       | La princesa de Éboli                | Diego                      | 2 episodios     |
| 2010       | 18 comidas                          | Teo                        |                 |
| 2009       | El Bloke. Coslada cero              | Paco                       | 2 episodios     |
| 2009       | Yo soy Bea                          |                            | 3 episodios     |
| 2009       | Doctor Mateo                        | Fausto                     | 1 episodio      |
| 2008       | Sin tetas no hay paraíso            |                            | 1 episodio      |
| 2008       | Cuéntame cómo pasó                  | doctor                     | 1 episodio      |
| 2008       | Martes de carnaval                  | Inspector                  | 1 episodio      |
| 2007       | Hermanos y detectives               | el profesional             | 1 episodio      |
| 2007       | Génesis: En la mente del asesino    | El padre de Sancho         | 1 episodio      |
| 2006-2007  | Amar en tiempos revueltos           | Impresor/Jefe del botiquín | 2 episodios     |
| 2005       | Un paso adelante                    |                            | 1 episodio      |
| 2003       | Hospital Central                    |                            | 1 episodio      |
| 1996       | Todos los hombres sois iguales      |                            | 1 episodio      |
| 1996       | Médico de familia                   |                            | 1 episodio      |

### Cine
| Año  | Título                         | Rol              |
| ---- | ------------------------------ | ---------------- |
| 2021 | Chavalas                       | Juan             |
| 2019 | Lope enamorado                 | Roque            |
| 2018 | El Nadador (Cortometraje)      | Manuel           |
| 2014 | Crustáceos                     |                  |
| 2010 | 18 Comidas                     | Teo              |
| 2010 | Vidas Pequeñas                 |                  |
| 2010 | Lope                           | Sicario          |
| 2008 | Imaginario                     | Paco             |
| 2006 | El laberinto del fauno         | Jefe de Botiquín |
| 2006 | Arena en los bolsillos         | Luis             |
| 2005 | Vida y color                   | Fede Adulto      |
| 2004 | Matar al ángel                 | Aldo             |
| 2004 | María querida                  | Comisario        |
| 2004 | Siete                          |                  |
| 2003 | Bala perdida                   | Apache George    |
| 2003 | Otra ciudad                    |                  |
| 2003 | Eres mi héroe                  | Arturo           |
| 2003 | Ausias March                   |                  |
| 2002 | Cuando todo esté en orden      | Esteban          |
| 2000 | El invierno de las anjanas     | Lucio            |
| 1999 | Manos de seda                  | Mangui           |
| 1997 | Chevrolet                      | Juanvi           |
| 1996 | Teresa y Vanessa               | Eléctrico        |
| 1995 | Cuernos de mujer               | Marcos           |
| 1994 | Cómo ser infeliz y disfrutarlo | Carlos           |